# Prostoživeče živali in rastline Ugande
Prostoživeče živali in rastline Ugande sestavljajo njeno rastlinstvo in živalstvo. Uganda ima veliko različnih habitatov, vključno z gorami, hribi, tropskimi deževnimi gozdovi, gozdovi, sladkovodnimi jezeri, močvirji in savanami z raztresenimi skupinami dreves. Država ima biotsko raznovrstno floro in favno, ki odraža ta obseg habitatov, in je znana po svojih prvakih, vključno z gorskimi gorilami (Gorilla beringei beringei) in šimpanzi (Pan troglodytes schweinfurthii). Obstaja deset narodnih parkov in trinajst rezervatov za divje živali; v državi je zabeleženih približno 345 vrst sesalcev in 1020 vrst ptic.

## Geografija
Uganda je velika država v vzhodni Afriki, ki leži na ekvatorju. Na zahodu meji na Demokratično republiko Kongo, na severu na Južni Sudan, na vzhodu na Kenijo ter na jugu na Ruando in Tanzanijo. Tri velika jezera, Viktorijino, Edvardovo in Albertovo jezero, ležijo na mejah, Jezero Kyoga pa je v središču. Država je del porečja Viktorijinega jezera in je v glavnem sestavljena iz planote približno 1000 m nad morsko gladino. Višje ozemlje na jugozahodu se dviga do gorovja Ruvenzori na meji z Ruando, medtem ko je na vzhodni meji veriga gora, najvišja točka pa je ščitasti vulkan Mount Elgon (4321 m). Gorovje Imatong leži na severni meji z Južnim Sudanom.
Skoraj ena petina države je odprta voda ali močvirje. Viktorijino jezero odmaka reka Nil, ki teče skozi še plitvejše jezero Kyoga, ki je del kompleksa občasno poplavljenih jezer in močvirij, jezero Opeta pa v sušnem obdobju tvori ločeno jezero. Albertovo in Edvardovo jezero sta globokomorski jezeri, ki ležita v veji Albertovega tektonskega jarka.

## Ohranjanje
Uganda ima deset narodnih parkov in trinajst rezervatov in zatočišč za divje živali in na teh območjih ima varstvo narave prednost pred človekovim razvojem. Ko so bila ustanovljena, so bila mnoga od teh zavarovanih območij izbrani primeri habitatnih tipov v državi, toda z naraščanjem človeške populacije in potrebami teh ljudi po zemljiščih za kmetijstvo, pridobivanje lesa, rudarstvo in druge namene, ohranjena območja so pogosto postala edini preostali naravni habitat. Prekomerni ribolov, lov, bolezni in podnebne spremembe so lahko odgovorni za upadanje ali izumrtje nekaterih vrst, zato imajo ohranjena območja ključno vlogo pri ohranjanju biotske raznovrstnosti v državi.

## Biotska raznovrstnost
Uganda je država brez izhoda na morje in obsega 236.000 km² površine, od katere je 82 % suhe zemlje, 14 % odprtih voda in 4 % trajnih močvirij. Je med državami z največjo raznolikostjo živalskih in rastlinskih vrst in se uvršča med deset najbolj biotsko raznovrstnih držav na svetu.

### Rastlinstvo
V Ugandi je bilo zabeleženih približno 4500 vrst vaskularnih rastlin.
Gorovje Imatong ima bogato biotsko raznovrstno rastlinstvo z veliko endemizma; tu je zabeleženih 1145 vrst žilnih rastlin, od tega 110 vrst praproti. Ravnine in nižje dele gora pokrivajo listnati gozdovi, gozdnata travišča in bambusove grmovnice, medtem ko so območja na vzhodu in jugovzhodu v padavinski senci gora, s suhimi subpuščavskimi travišči ali listopadnimi ali polzimzelenimi grmi. Rastlinska raznolikost gora je posledica njihovega položaja med zahodnoafriškim deževnim gozdom, etiopsko planoto in vzhodnoafriškimi gorami, skupaj z njihovo relativno izoliranostjo za dolga obdobja, v katerih bi se lahko pojavile nove vrste. Vegetacija v nižjih območjih vključuje gozdove Albizia in Terminalia ter mešani nižinski polzimzeleni gozd Khaya do 1000 metrov. Nad 1000 do 2900 metrov je gorski gozd s Podocarpusom, Crotonom, Macarango in Albizio. Na najvišjih ravneh je gozd nadomeščen z gozdom Hagenia, goščavo Erica (heather) in območji bambusa.
Na severozahodu države, v narodnem parku Murchisonovi slapovi, je bilo v več desetletjih izgubljenih 80 % drevesnega pokrova, v preostalem gozdu pa prevladujeta Terminalia schimperiana in Prosopis africana, ravnovesje pa ustvarjajo rastlinojede živali, ki zavirajo regeneracijo in požari, ki dajejo prednost vrstam, odpornim na ogenj. V narodnem parku Semuliki na zahodu države je vegetacija pretežno srednje višinski vlažen zimzelen do pollistav gozd, pri čemer je Cynometra alexandri prevladujoča drevesna vrsta.
Na vzhodu ima Mount Elgon več vegetacijskih con. V srednjih legah je gorski gozd z Olea hochstetteri in Aningeria adolfi-friederici, ki se umakneta Afrocarpus gracilior in oljčnim gozdom v višjih legah. Še višje je območje Afrocarpus in bambusa Yushania alpina, na vršnem barju pa so bujne trave, resave, nizka zelišča, orjaška lobelija (Lobelia telekii) in Dendrosenecio.

### Živalstvo
S svojo široko paleto habitatnih tipov Uganda velja za žarišče biotske raznovrstnosti. V državi je bilo zabeleženih približno 345 vrst sesalcev, skupaj s 1020 vrstami ptic (približno polovica vseh najdenih v Afriki), 142 vrstami plazilcev, 86 vrstami dvoživk, 501 vrstami rib in 1.242 vrstami metuljev.
Skoraj polovica gorskih goril (Gorilla beringei beringei) na svetu živi v narodnem parku Bwindi, poleg tega pa je tudi zatočišče za opice kolobuse in šimpanze ter ptice, kot so kljunorožci in turakosi. V narodnem parku kraljice Elizabete je 95 vrst sesalcev, med njimi kafrski bivol, ugandski kob, veliki povodni konj, afriški slon, leopard, lev in šimpanzi. Območje okoli Ishashe v okrožju Rukungiri je znano po levih plezalcih, katerih samci imajo črne grive.
V narodnem parku Kibale je 13 vrst prvakov. Ti vključujejo več komunikativnih skupnosti navadnih šimpanzov, pa tudi več vrst srednjeafriških opic, vključno z Lophocebus albigena ugandae, ugandskim rdečim kolobusom (Piliocolobus tephrosceles) in L'Hoestovo opico (Cercopithecus lhoesti). Drugi prvaki, ki jih najdemo v parku, so črno-beli kolobus in Diademska zamorska mačka (Cercopithecus mitis). Populacija slonov v parku potuje med parki. Drugi kopenski sesalci, ki jih najdemo v narodnem parku Kibale, so rdeči in modri duiker, imbabala (Tragelaphus sylvaticus), sitatunga, svinje, orjaška gozdna svinja, svinja bradavičarka in kafrski bivol. Med mesojedimi živalmi so leopard, zlata mačka, serval, različni mungosi in dve vrsti vidre. Poleg tega občasno park obiščejo levi. Ptičji svet je prav tako bogat in vključuje kukavico Cercococcyx olivinus, zahodnega kozličarja (Pogoniulus coryphaea), dve vrsti pitt (afriško (Pitta angolensis) in zelenoprso (Pitta reichenowi)) in sivo papigo.